# Aşkale
Aşkale ist eine Stadt im gleichnamigen Landkreis der türkischen Provinz Erzurum und gleichzeitig ein Stadtbezirk der 1993 geschaffenen Büyükşehir belediyesi Erzurum (Großstadtgemeinde/Metropolprovinz).

## Geografie
Aşkale liegt im Westen der Provinz und grenzt an die Provinzen Bayburt und Erzincan.

## Geschichte

### Zwangsarbeiterlager Aşkale
Am 11. November 1942 wurde vom türkischen Parlament das Gesetz 4305 verabschiedet, mit dem die Varlık Vergisi eingeführt wurde, eine Vermögensteuer, die einem staatlich verordneten Raub des Vermögens nationaler Minderheiten – Armenier, Griechen und türkische Juden – gleichkam.
Gegen die durch das Gesetz eingeführte Steuer konnten die Betroffenen weder Einspruch noch Berufung einlegen. Sie waren verpflichtet, die verlangte Abgabe innerhalb einer Frist von nur 15 Tagen in bar zu entrichten. Nach Ablauf dieser Frist wurde das Vermögen derjenigen, die zur Zahlung nicht in der Lage waren, wegen Nichtzahlung beschlagnahmt und anschließend versteigert. Zusätzlich drohte denen, die nicht zahlen konnten, die Deportation in ein Arbeitslager. Unter Berufung auf Basak Ince heißt es bei Uzay Bulut, dass von 40.000 Steuerschuldnern etwa 5.000 in diese Lager geschickt worden seien. Sie alle waren Mitglieder nicht-muslimischer Gemeinschaften und mussten in den Lagern schwere körperliche Arbeiten verrichten. Die Regierung habe auch das Vermögen der nahen Verwandten der Steuerschuldner beschlagnahmt, selbst wenn diese in den Arbeitsdienst geschickt worden waren, und obwohl das Gesetz vorgesehen habe, dass Menschen über 55 vom Arbeitsdienst befreit seien, wären 75- und 80-jährige Männer und sogar Kranke auf den Bahnhof gezerrt und abgeschoben worden.
Es gab für all diese Menschen Lager in Kop Dağları, Karabik, Çiçekli und in Erzurum; das bekannteste aber befand sich in Aşkale, dessen Name nach Guttstadt als Synonym der durch die Vermögenssteuer veranlassten Zwangsarbeit gilt:

„Hier herrschten im Winter Temperaturen von dreißig bis vierzig Grad minus. Die Deportierten mussten Steinbrucharbeiten verrichten oder Schnee schaufeln, wofür sie pro Tag mit 2,5 Lira entlohnt wurden, wovon die Hälfte zur Bezahlung der »Steuerschulden« abgezogen wurde. Für Städter aus Istanbul oder Izmir waren allein die klimatischen Bedingungen eine Tortur, die zu Krankheiten und Todesfallen führten. 21 Menschen starben in diesen Lagern. Die Deportation und die unmenschlichen Bedingungen in den Lagern boten der Presse Anlass, die Opfer in abstoßender Weise vorzuführen und zu verhöhnen.“

Am 8. August 1943 wurden ca. 900 der Internierten nach Sivrihisar verlegt, im Dezember erfolgte ihre Entlassung. Das Verlik-Vergisi-Gesetz wurde im März 1944 aufgehoben – nach Uzay Bulut nach Kritik und auf Druck von Großbritannien und den Vereinigten Staatent.
In ihrem 1996 entstandenen Film Cité de Para porträtierte die Filmemacherin Merlyn Solakham eine Istanbuler Griechin, die schilderte, wie ihr jüdischer Mann seine Steuer im November 1942 nicht bezahlen konnte und ins Arbeitslager nach Aşkale deportiert wurde. Dort musste er Zwangsarbeit im Eisenbahnbau leisten, konnte das Lager aber überleben.

### Feiern zum Befreiungstag
Der Erste Weltkrieg in der Türkei bildete nicht nur den Rahmen für den Völkermord an den Armeniern, sondern auch für die Bemühungen um eine Demokratische Republik Armenien, für die vor allem die Armenische Revolutionäre Föderation kämpfte. Dass es dabei auch zu Übergriffen armenischer Freischärler auf Türken kam, ist unbestritten, doch werden deren Ausmaße in nationalistischen türkischen Kreisen nicht selten stark übertrieben. Der Politikwissenschaftler Rudolph Joseph Rummel schreibt dazu:

„Die Armenier in der Türkei haben auch Moslems massakriert. Behauptungen, dass es sich dabei um mindestens 1.000.000 oder sogar 1.500.000 tote Moslems gehandelt haben könnte […], sind jedoch nicht durch frühere Jungtürken oder ihre Funktionäre zu belegen. Hätten die Armenier tatsächlich auch nur die Hälfte dieser Zahl massakriert, hätten die Jungtürken dies sicherlich mit Fotos und allem anderen publik gemacht. Sie hatten keine bessere Möglichkeit, Sympathie für die Armenier, die sie töteten, zu wecken. Auf jeden Fall hätten ausländische Journalisten und Diplomaten im Lande die Massaker mit Sicherheit zur Kenntnis genommen. Darüber hinaus gab der türkische Statistiker Ahmed Ernin, der kaum Sympathien für die Armenier hegte, […] eine Obergrenze von 40.000 muslimischen Türken an, die von Armeniern (möglicherweise auch von armenisch-russischen Truppen) in dem von den russischen Streitkräften nach der russischen Revolution 1917 besetzten Gebiet getötet wurden, und mindestens 128.000 für den Zeitraum 1914-1915. In Anbetracht der anderen Schätzungen und der Gesamtzahl der betroffenen Menschen. schätze ich, dass zwischen 128.000 und 600.000 muslimische Türken und Kurden getötet wurden. Da dies durch armenische Freischärler geschah, die in den russischen Streitkräften dienten, teile ich die Verantwortung für diese Todesfälle in der Türkei zwischen den Russen und den Armeniern auf und zeige […] die armenische Hälfte – wahrscheinlich 75.000 Ermordete.“

In Aşkale hat sich offenbar bis heute eine Tradition erhalten, die damaligen Ereignisse in besonderer Weise für nationalistische Geschichtsinterpretationen zu instrumentalisieren. So berichtete bereit im Juni 2008 Günter Seufert von den damaligen Befreiungsfeiern:

„Am 3. März eines jeden Jahres feiert der Landkreis Askale in der ostanatolischen Provinz Erzurum seine Befreiung von der "armenischen Besatzung". Wie jedes Mal zu diesem Tag seit nunmehr 20 Jahren wurde auch am 3. März 2008 den Kindern Askales die Schlechtigkeit und Grausamkeit der Armenier als Straßentheater vorgeführt: Nachdem sie sich betrunken haben, stecken armenische Banden erst die Moschee in Brand, dann erhängen sie den Imam und ermorden schließlich mit dem Seitengewehr das Baby in der Wiege. Endlich tauchen die türkischen Milizen auf, töten alle Armenier und machen dem Spuk ein Ende. Der Bürgermeister von Askale sagt, die Armenier hätten damals 600 Menschen ermordet, darunter 106 Frauen und 63 Kinder. Er lobt die Darstellung, die der Jugend die nationalen Werte einimpfe, und behauptet, die verbotene kurdische Arbeiterpartei PKK bestehe letztendlich aus Armeniern. Ein Hauptmann der Armee ergreift das Wort, pflichtet dem Bürgermeister bei und sagt, die Armenier schrieben den Türken heute die Taten zu, die sie damals selbst begangen hätten.“

Seufert betonte zwar, dass viele türkische Städte jährlich ihrer "Befreiung" vor nun fast 90 Jahren im Rahmen des Unabhängigkeitskriegs gedenken würden, doch nicht überall werde ein so blutiges Geschichtstheater aufgeführt wie in Aşkale. Gemeinsam aber sei all diesen Feiern die Botschaft, dass der Feind noch heute lauere, „und immer ist auch eine der einheimischen christlichen Gemeinden, Armenier oder Griechen, Teil des Feindbilds“.
Acht Jahre später, 2016, zeigte sich, dass sich an der von Seufert beschriebenen Szenerie wenig geändert hat.

„In der Provinz Askale in Erzurum wurde bei der Feier zum „98. Jahrestag der Befreiung von Askale“ ein Theaterstück aufgeführt. In diesem Stück werden Armenier als Menschen dargestellt, die Moscheen niederbrennen, und Einheimische töteten [dann] die Armenier. Der Bürgermeister von Askale, Basaran, sagte nach der Zeremonie: „Ich gedenke unserer ehrenwerten Vorfahren dankbar, die die Armenier ausgelöscht haben. Die Geschichte des armenischen Volkes ist voller Blut und Verrat. Die armenischen Banden sind Verratsorganisationen und ihr Hass gegen dieses Land und die edle türkische Nation hat kein Ende. Jetzt haben diese armenischen Banden separatistische Aktivitäten mit der PKK durchgeführt.““

Die türkische Menschenrechtsorganisation (IHD) wollte wegen dieser Äußerung des Bürgermeisters Strafanzeigen stelle und wegen einer mit ähnlicher Stoßrichtung auch gegen den damaligen türkische Premierminister Ahmet Davutoğlu. Informationen über den Ausgang liegen nicht vor. Erkennbar aber ist, dass der türkische Kampf gegen die Minderheiten im eigenen Land, der heute zumeist in Verbindung gebracht wird mit der Verfolgung der Kurden in der Türkei, aus türkisch-nationalistischer Sicht erfolgreich geführt wurde. Seuferts Bilanz von 2008 belegt das eindrücklich.

„Von den etwa 300 000 Armeniern, die bei Gründung der Republik noch in der Türkei gelebt haben sollen, sind heute noch rund 60 000 übrig. Nach einer Kampagne des Istanbuler Patriarchats zur Umsiedlung leben sie fast ausschließlich in Istanbul.[28] Die Istanbuler Griechen, die zusammen mit den Türken in Westthrazien von Bevölkerungsaustausch ausgenommen worden waren, zählten noch Anfang der 1940er Jahre etwa 125 000 Personen. Heute ist die Gemeinde auf weniger als 2000 Mitglieder geschrumpft und ist aus eigener Kraft nicht überlebensfähig. Obwohl die jüdische Gemeinde von allen Minderheitengruppen die besten Beziehungen zum Staat unterhält, ist ihre Zahl von rund 80 000 in den 1930er Jahren auf heute 17 000 zurückgegangen. Die Syrisch-Orthodoxe Kirche, die Anfang des 20. Jahrhunderts etwa 200 000 Gläubige in ihren Zentren an der syrischen Grenze hatte, verfügt dort heute nur noch über rund 4500 Mitglieder. Etwa 10 000 syrische Christen leben in Istanbul. In Schweden und Deutschland leben heute jeweils etwa 60 000 Mitglieder dieser Kirche.“

## Bevölkerung
Ende 2020 lag Aşkale mit 22.842 Einwohnern auf dem 11. Platz der bevölkerungsreichsten Landkreise in der Provinz Erzurum. Die Bevölkerungsdichte liegt mit 15 Einwohnern je Quadratkilometer unter dem Provinzdurchschnitt (30 Einwohner je km²). Der İlçe wird überwiegend von Türken bewohnt, daneben gibt es auch kurdische Aleviten.

## Persönlichkeiten
- Adnan Polat (* 1953), Präsident bei Galatasaray Istanbul
- Arif Sağ (* 1945), Sänger und Politiker